# China Daily
39°58′48″ пн. ш. 116°25′26″ сх. д. / 39.980092° пн. ш. 116.423802° сх. д.
China Daily — англомовна щоденна газета у Китає, яка належить Центральному відділу пропаганди Комуністичної партії Китаю.

## Огляд
China Daily має найширший тираж серед англомовних газет у Китаї. Штаб-квартира та головна редакція знаходяться в районі Чаоян у Пекіні. Газета має філії в більшості великих міст Китаю, а також у кількох великих закордонних містах, включаючи Нью-Йорк, Вашингтон, Лондон і Катманду. China Daily також випускає вкладку зі спонсорованим вмістом під назвою China Watch, яка поширюються в інших газетах, зокрема The New York Times, The Wall Street Journal, The Washington Post і Le Figaro.
У материковому Китаї газета орієнтована насамперед на дипломатів, іноземних експатріантів, туристів і місцевих жителів, які бажають вдосконалити свою англійську. Китайське видання також пропонує довідники по радіо Пекіна та телебачення, щоденні курси валют і розклад місцевих розваг. Газета використовується як довідник щодо політики китайського уряду та позицій Комуністичної партії Китаю.
Редакційна політика China Daily історично описується як трохи ліберальніша, ніж інші китайські державні новинні видання. Під час висвітлення протестів і масових вбивств на площі Тяньаньмень у 1989 році видання співчувало студентським протестам, і багато журналістів приєдналися до них у розпал масових демонстрацій. Повідомлялося, що висвітлення газетою спалаху SARS у 2002—2004 роках було більш критичним, орієнтованим на факти та менш хвалебним, ніж те, що висвітлювало Женьмінь жибао. Аналіз дискурсу Упсальського університету 2018 року виявив, що до вступу Сі Цзіньпіна на посаду багато статей China Daily зображували їхній уряд як особливий вид демократії, де іноді підтримувалися такі демократичні ідеали, як впровадження загального виборчого права (у Гонконзі) та масові вибори. Після його вступу на посаду статті стали більш негативними щодо демократії та зосередилися на зображенні «пороків» демократій на Заході, особливо Сполучених Штатів.

## Історія
China Daily було офіційно засновано в червні 1981 року після місячного випробування. Спочатку його очолював Цзян Муюе, а головним редактором був Лю Чжуньці. Це була перша національна щоденна англомовна газета в Китаї після створення Народної Республіки в 1949 році. Його початковий тираж становив 22 000, а наступного року зріс до 65 000. Газета відрізнялася від інших китайських газет того часу: це була «газета західного зразка» за змістом, стилем та організаційною структурою. До липня 1982 року газета планувала випуститись в Сполучених Штатах, Великій Британії та, орієнтовно, в Австралії.
China Daily почала розповсюджуватися в Північній Америці в 1983 році. Зареєстрована як іноземний агент у Сполучених Штатах відповідно до Закону про реєстрацію іноземних агентів з 1983 року.
China Daily представила онлайн-видання в 1996 році та видання в Гонконзі в 1997 році. До 2006 року її тираж становив 300 000 примірників, з яких дві третини були в Китаї, а одна третина — за кордоном. У 2010 році він запустив China Daily Asia Weekly, паназіатське видання розміром з таблоїд.
У грудні 2012 року China Daily запустила африканське видання, яке виходило в Найробі, столиці Кенії. Це видання мало на меті розширити читацьку аудиторію China Daily як африканців, так і китайців, які живуть в Африці, а також продемонструвати інтереси Китаю в Африці.
У звіті американської неурядової організації Freedom House за січень 2020 року зазначається, що China Daily збільшила свої витрати з 500 000 доларів США в першій половині 2009 року до понад 5 мільйонів доларів у другій половині 2019 року на збільшення тиражу. China Daily повідомила, що її тираж становив 300 000 примірників у США та 600 000 за кордоном.
У лютому 2020 року група законодавців США попросила Міністерство юстиції Сполучених Штатів провести розслідування щодо ймовірних порушень China Daily Закону про реєстрацію іноземних агентів. Пізніше того ж місяця Державний департамент Сполучених Штатів оголосив China Daily разом із кількома іншими китайськими державними ЗМІ іноземними представництвами, що належать або контролюються Комуністичною партією Китаю.